# Стридон
Стридон (Stridon, на лат.: Strido Dalmatiae) е бил древен град в римската провинция Далмация. Намирал се е близо до днешна Любляна, точното му място не е още локализирано.
Градът е познат като родно место на Свети Йероним през 347 г. През 379 г. градът е опустошен от готите. Йероним пише за това в произведението си De viris illustribus: "Hieronymus patre Eusebio natus, oppido Stridonis, quod a Gothis eversum, Dalmatiae quondam Pannoniaeque confinium fuit...".